# نوبوشیگه تاباتا
نوبوشیگه تاباتا (انگلیسی: Nobushige Tabata؛ زادهٔ ۹ آوریل ۱۹۸۹) بازیکن فوتبال اهل ژاپن است.